# На рівні (фільм, 1930)
«На рівні» (англ. On the Level) — американська кримінальна кінокомедія режисера Ірвінга Каммінгса 1930 року.

## Сюжет
Зухвалий Біф Вільямс, чорнороб, фліртує з офісною співробітницею, Лінн Кроуфорд, яка, втім, відповідає йому взаємністю.

## У ролях
- Віктор МакЛаглен — Біф Вільямс
- Вільям Гарріган — Денні Медден
- Ліліан Тешман — Лінн Кроуфорд
- Фіфі Д'Орсей — Мімі
- Артур Стоун — Дон Бредлі
- Лейла Макінтайр — Мама Велен
- Мері Макаллістер — Мері Велен
- Бен Г'юлетт — Бак
- Гаррі Тенбрук — Доусон
- Р. О. Пеннелл — професор